# Зарваницька ініціатива
Зарваницька ініціатива — громадський рух, що базується на принципі самоорганізації людей. Неурядова організація (НУО).

## Короткі відомості

### Історія
Весною 2010 року близько 100 громадських активістів Західної України зібралися в Зарваниці (Теребовлянський район, Тернопільщина) для координації діяльності. «Зарваницька ініціатива» взяла на себе обов'язок реально оцінити стан справ у державі й запропонувати українцям власне бачення виходу країни з кризи, насамперед духовної та світоглядної. Діячі ГО у різних регіонах Західної України зустрічаються із людьми для того, аби запропонувати вихід, порадитися і залучити до пропаганди української справи найактивніших громадян.

### Принципи
- Об'єднання навколо ідеї
- Відмова від пошуку нового — «справжнього» лідера, який знову «порятує», будуючи «царську» вертикальну організацію — справжні лідери виростуть в роботі і в боротьбі.
- Вихід за межі партійних поділів
- Творення самоорганізації
- Відстоювання наших щоденних інтересів та прав.
- Спільна дія через кооперацію громад та людей.

### Мета
- Створення нової якості народу — спільноти, здатної взяти долю у власні руки, сформувати свою владу.
- Творення справжньої Української Держави та української політики.

## Діячі Зарваницької ініціативи
Юрій Антоняк, Степан Барна, Іван Вакарчук, Тарас Возняк, Орест Данчевський, Орест Друль, Віталій Загайний, Віталій Ілик, Дзвінка Калинець, Ігор Коліушко, Мирослав Маринович, Андрій Мисик, Богдан Панкевич, Василь Полуйко, Тарас Прохасько, Орест Сваха, Андрій Соколов, Олесь Старовойт, Тарас Стецьків, Роман Ткач

## Діяльність
У 2015 році за ініціативи громадського руху перевидано працю Митрополита Андрея Шептицького «Як будувати рідну хату».